# Saint-Mars-d'Outillé
Pour les articles homonymes, voir Saint-Mars.
Saint-Mars-d'Outillé [sɛ̃ maʁ dutije] est une commune française, située dans le département de la Sarthe en région Pays de la Loire, peuplée de 2 471 habitants.
La commune fait partie de la province historique du Maine, et se situe dans le Haut-Maine (Maine blanc).

## Géographie
La commune est au cœur du Haut-Maine, à l'est du Belin. Son bourg est à 7 km au nord-est d'Écommoy, à 8 km au sud de Parigné-l'Évêque, à 12 km à l'ouest du Grand-Lucé et à 20 km au sud-est du Mans.
| Teloché | Brette-les-Pins      | Parigné-l'Évêque                                |
| Teloché | Saint-Mars-d'Outillé | Parigné-l'Évêque                                |
| Écommoy | Marigné-Laillé       | Le Grand-Lucé (par un angle), Pruillé-l'Éguillé |

### Climat
Pour des articles plus généraux, voir Climat des Pays de la Loire et Climat de la Sarthe.
En 2010, le climat de la commune est de type climat océanique dégradé des plaines du Centre et du Nord, selon une étude du CNRS s'appuyant sur une série de données couvrant la période 1971-2000. En 2020, Météo-France publie une typologie des climats de la France métropolitaine dans laquelle la commune est dans une zone de transition entre le climat océanique et le climat océanique altéré et est dans la région climatique  Moyenne vallée de la Loire, caractérisée par une bonne insolation (1 850 h/an) et un été peu pluvieux. 
Pour la période 1971-2000, la température annuelle moyenne est de 11,2 °C, avec une amplitude thermique annuelle de 14,3 °C. Le cumul annuel moyen de précipitations est de 761 mm, avec 11,1 jours de précipitations en janvier et 7 jours en juillet. Pour la période 1991-2020, la température moyenne annuelle observée sur la station météorologique de Météo-France la plus proche, sur la commune du Mans à 18 km à vol d'oiseau, est de 12,4 °C et le cumul annuel moyen de précipitations est de 693,4 mm,. Pour l'avenir, les paramètres climatiques de la commune estimés pour 2050 selon différents scénarios d'émission de gaz à effet de serre sont consultables sur un site dédié publié par Météo-France en novembre 2022.

## Urbanisme

### Typologie
Au 1er janvier 2024, Saint-Mars-d'Outillé est catégorisée bourg rural, selon la nouvelle grille communale de densité à sept niveaux définie par l'Insee en 2022.
Elle est située hors unité urbaine. Par ailleurs la commune fait partie de l'aire d'attraction du Mans, dont elle est une commune de la couronne,. Cette aire, qui regroupe 144 communes, est catégorisée dans les aires de 200 000 à moins de 700 000 habitants,.

### Occupation des sols
L'occupation des sols de la commune, telle qu'elle ressort de la base de données européenne d’occupation biophysique des sols Corine Land Cover (CLC), est marquée par l'importance des territoires agricoles (50,2 % en 2018), en diminution par rapport à 1990 (51,5 %). La répartition détaillée en 2018 est la suivante : 
forêts (47 %), prairies (24,8 %), terres arables (15,4 %), zones agricoles hétérogènes (9,2 %), zones urbanisées (2,7 %), cultures permanentes (0,8 %). L'évolution de l’occupation des sols de la commune et de ses infrastructures peut être observée sur les différentes représentations cartographiques du territoire : la carte de Cassini (XVIIIe siècle), la carte d'état-major (1820-1866) et les cartes ou photos aériennes de l'IGN pour la période actuelle (1950 à aujourd'hui).

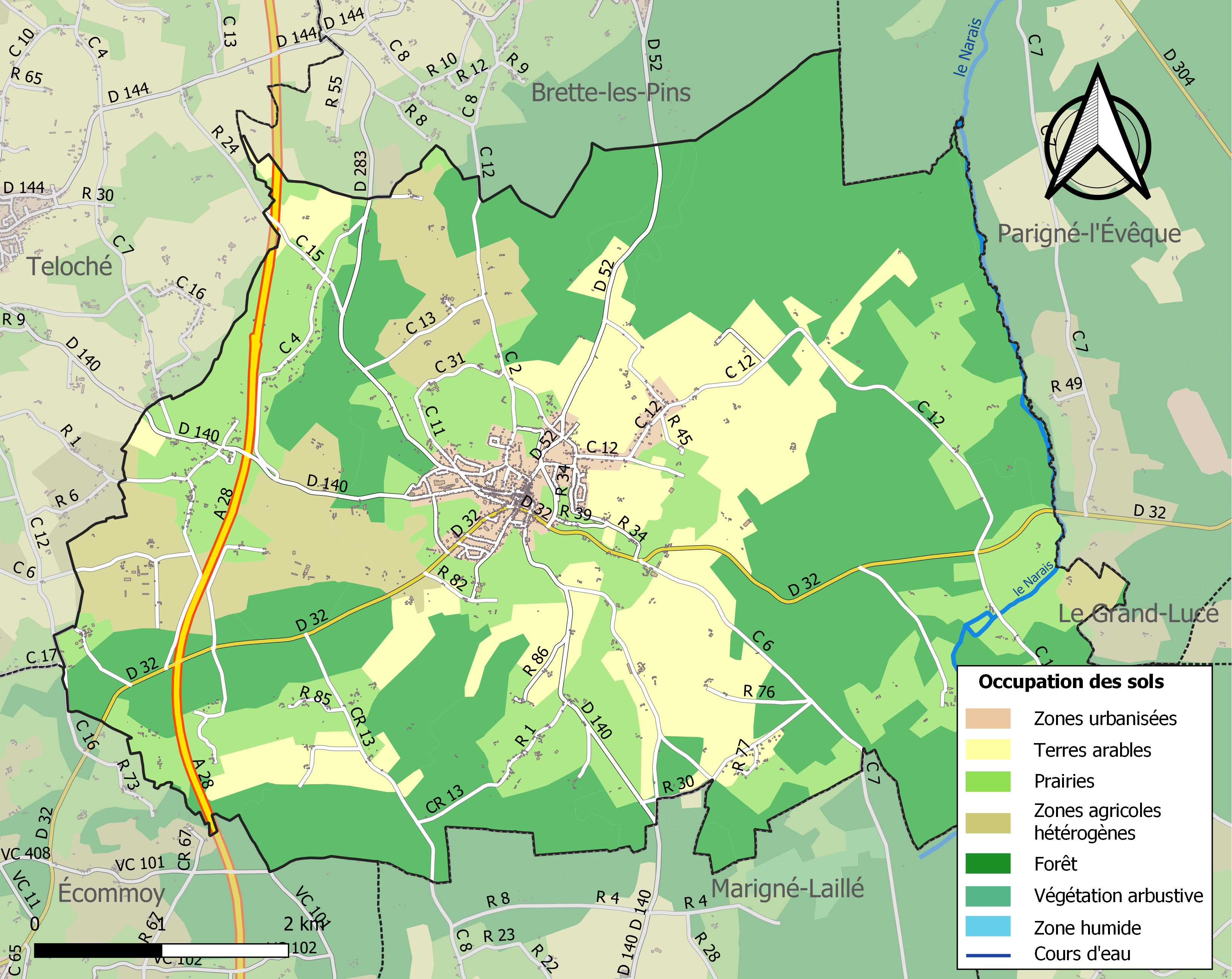
Carte des infrastructures et de l'occupation des sols de la commune en 2018 (CLC).

## Toponymie
Le nom de la localité est attesté sous les formes ecclesia Sancti Medardi de Hostillé en 1186 et Saint Maarz en 1273. La paroisse était dédiée à Médard de Noyon, appelé également Mars, évêque du VIe siècle.
Le gentilé est Saint-Martien.

## Histoire
La trace la plus ancienne d'occupation du territoire de la commune de Saint-Mars-d'Outillé relevée à ce jour date du Néolithique final soit vers 2200 avant notre ère. Ces traces d'occupation ont été découvertes en 1996 lors de fouilles archéologiques préventives en amont de la construction de l'autoroute A28 passant à l'ouest de la commune. Elles ont été découvertes au lieu-dit "les Feux", au sud-ouest du territoire communal. Ces fouilles n'ont cependant pas permis de déduire quelle était la nature de cette occupation, ni sa pérennité.
Durant l'Antiquité, le village d'Outillé, nommé Ostiliacus, se voit réputé pour sa fabrication de "petits outils de fer", desquels il tire son nom selon le site de la mairie, qui ne cite cependant pas de sources.
Au Moyen Âge les villages d'Outillé et de Saint-Mars sont deux bourgades distinctes, le village d'Outillé disposant de son propre château en celui de "La Fontaine", aujourd'hui disparu, il se trouvait proche du lieu-dit actuel "Outillé", situé sur la D140. Le village de Saint-Mars lui avait pour souverains les seigneurs de Segrais. Mais en l'an 1098, Hélie de la Flèche, comte du Maine alors en guerre contre les anglais installés en Normandie, fit incendier le village et le château d'Outillé dans la continuité de sa politique de la terre brûlée contre ses ennemis. C'est vraisemblablement à la suite de cet incendie que les deux villages fusionnèrent, sur l'emplacement du bourg actuel, puisque c'est à cette époque que l'on voit l'apparition d'une église à Saint-Mars. De plus, en 1218, les offrandes occupant la désormais "chapelle" d'Outillé, sont offertes aux chanoines qui occupent l'église de Saint-Mars, et ce sont eux qui perçoivent désormais la dîme de la paroisse. Le site de la mairie explique, toujours sans citer de sources, que durant la guerre de Cent Ans, le village fut longtemps occupé par les troupes Anglaises, à l'époque moderne le château de Segrais fut détruit lors des guerres de Religion.
Nombres de sites d'amateurs d'histoire mais aussi celui de la mairie, font état d'une attaque, voire d'une occupation, du village par les Chouans de Rochecotte vers la fin janvier, début février 1796. Cependant, aucun de ces sites ne donne de sources quant à cette affirmation et il nous a été impossible d'en trouver une par nous-mêmes : les comptes-rendus de conseils municipaux de la commune sont absents des archives pour la période allant de 1793 à l'an 1800. Qui plus est, les mémoires du comte de Rochecotte, prétendu chef de cette attaque, ne font nullement mention de cette dernière, évoquant, aux environs de janvier 1796, une « attaque du château de Brette » (commune voisine au nord de Saint-Mars-d'Outillé) mais pas de combats dans Saint-Mars-d'Outillé.
Enfin pour la période contemporaine, sous l'occupation allemande, un évènement vînt troubler le calme du village. Dans la nuit du 14 avril 1943, deux bombardiers de la Royal Air Force, revenant d'un raid aérien sur l'Italie s'écrasèrent sur le territoire de la commune sur les lieux-dits de "La Grassinière" et "La Bretonnière". Le conseil municipal, réuni le lendemain en session extraordinaire, rendit compte de la catastrophe et présenta ses condoléances aux 10 victimes dénombrées (tous aviateurs anglais) ainsi qu'à la RAF.

## Politique et administration
Le conseil municipal est composé de dix-neuf membres dont le maire et quatre adjoints.

## Démographie
L'évolution du nombre d'habitants est connue à travers les recensements de la population effectués dans la commune depuis 1793. Pour les communes de moins de 10 000 habitants, une enquête de recensement portant sur toute la population est réalisée tous les cinq ans, les populations de référence des années intermédiaires étant quant à elles estimées par interpolation ou extrapolation. Pour la commune, le premier recensement exhaustif entrant dans le cadre du nouveau dispositif a été réalisé en 2005.
En 2022, la commune comptait 2 471 habitants, en évolution de +2,62 % par rapport à 2016 (Sarthe : −0,25 %, France hors Mayotte : +2,11 %).
Saint-Mars-d'Outillé a compté jusqu'à 2 415 habitants en 1851.
| 1793  | 1800  | 1806  | 1821  | 1831  | 1836  | 1841  | 1846  | 1851  |
| ----- | ----- | ----- | ----- | ----- | ----- | ----- | ----- | ----- |
| 1 561 | 1 605 | 1 995 | 1 945 | 2 046 | 2 225 | 2 293 | 2 329 | 2 415 |

| 1856  | 1861  | 1866  | 1872  | 1876  | 1881  | 1886  | 1891  | 1896  |
| ----- | ----- | ----- | ----- | ----- | ----- | ----- | ----- | ----- |
| 2 389 | 2 325 | 2 253 | 2 093 | 2 066 | 1 945 | 1 962 | 1 956 | 1 915 |

| 1901  | 1906  | 1911  | 1921  | 1926  | 1931  | 1936  | 1946  | 1954  |
| ----- | ----- | ----- | ----- | ----- | ----- | ----- | ----- | ----- |
| 1 800 | 1 812 | 1 778 | 1 661 | 1 678 | 1 571 | 1 486 | 1 493 | 1 522 |

| 1962  | 1968  | 1975  | 1982  | 1990  | 1999  | 2005  | 2006  | 2010  |
| ----- | ----- | ----- | ----- | ----- | ----- | ----- | ----- | ----- |
| 1 554 | 1 668 | 2 025 | 1 770 | 1 739 | 1 834 | 2 149 | 2 175 | 2 250 |

| 2015  | 2020  | 2022  | - | - | - | - | - | - |
| ----- | ----- | ----- | - | - | - | - | - | - |
| 2 389 | 2 450 | 2 471 | - | - | - | - | - | - |

## Lieux et monuments
- Château de Segrais, demeure reconstruite aux XVIIIe et XIXe siècles.
- Château de Grammont, du XVIIIe siècle, et vestiges du prieuré de Grandmont, du XIIe siècle, en Bercé.
- Château (ancien) de la Fontaine à Outillé, dont il ne reste aujourd'hui que quelques bâtiments des communs et un pigeonnier. Le château avait été reconstruit aux XVIIe et XVIIIe siècles.
- Maison seigneuriale de Haut Baigneux, dont il reste un pigeonnier.
- Maison seigneuriale du Paradis, au bourg (face à la mairie), encore visible.
- Maison seigneuriale du Houx, au bourg (face à l'église), aujourd'hui détruite.
- Maison seigneuriale de la Vivancière, encore visible en partie.
- Maison seigneuriale de la Grassinière, aujourd'hui détruite.
- Autres maisons d'importance : relais de poste au Pont Outillé, du XVe siècle ; maison de la Croix du Bourg au carrefour des routes de Marigné et du Grand Lucé, du XVe siècle, aujourd'hui détruite ; maison de la Fouas, du XIXe siècle ; maison de la Gonterie, du XVIIIe siècle ; maison Royau, rue Gambetta, du XVIIIe siècle ; maison du Docteur Poix, au Bourg, rue Nationale, du XIXe siècle ; maison Lair, à la Vivancière, du XIXe siècle ; presbytère, à proximité ouest de l'église, probablement du XVIIIe siècle ; école des Sœurs de la Charité, derrière l'église, du XIXe siècle ; maison Cornilleau, rue Nationale, probablement du XVIIIe siècle ; maison Fleureau, route d'Écommoy, du XXe siècle ; la Grand-Maison, au bourg, du XIXe siècle ; maison Cazeau, rue Nationale, du XIXe siècle ; maison Rouzé, rue Jules Lambert, du XIXe siècle.
- Moulins sur le Rhonne : Billerbault, GrêlePoix, Coulevé, la Chesnaie, Rouillon, Outillé.
- Moulins sur le Narais : Grammont (détruit), la Sinetterie.

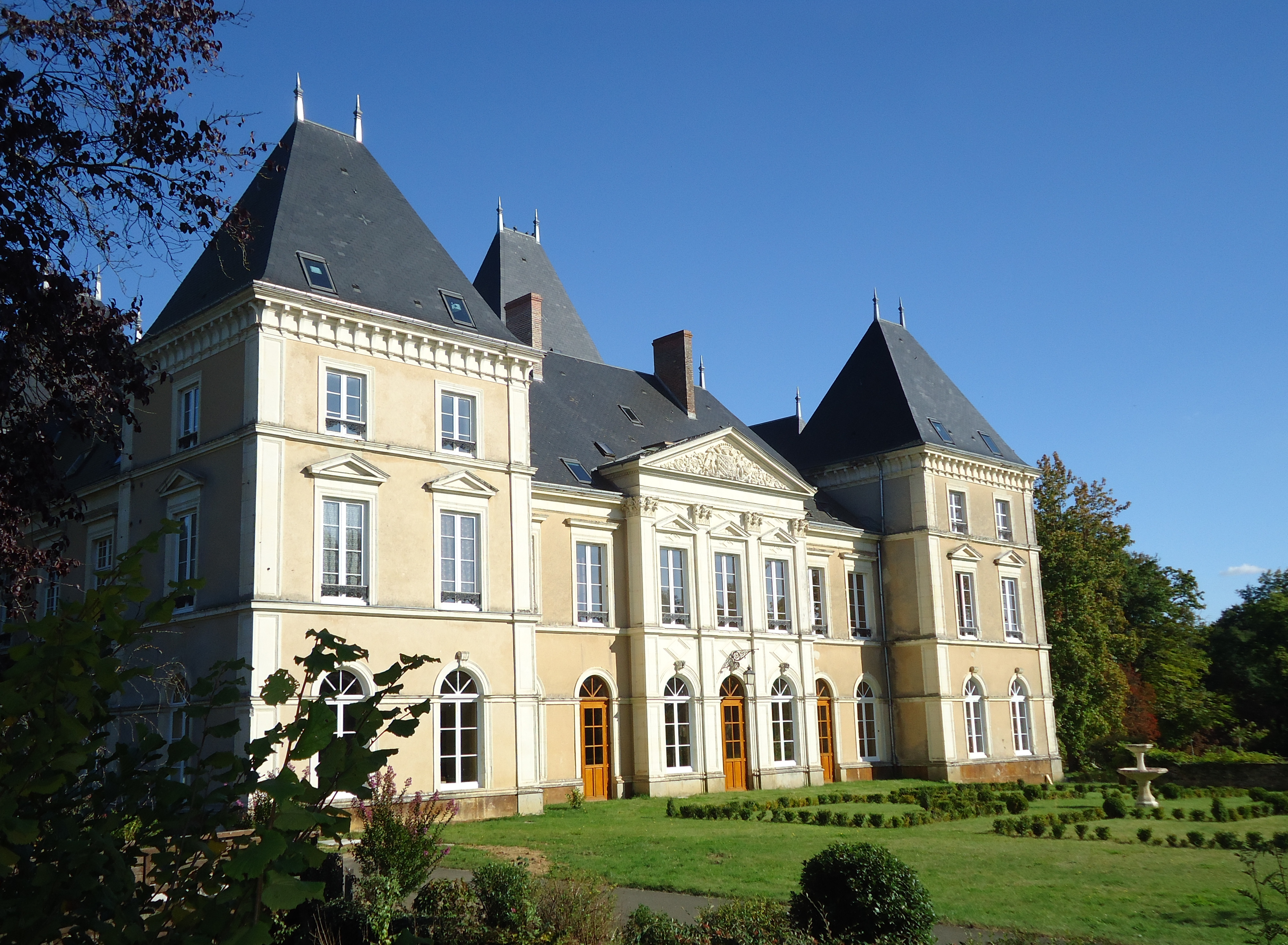
Le château de Segrais.
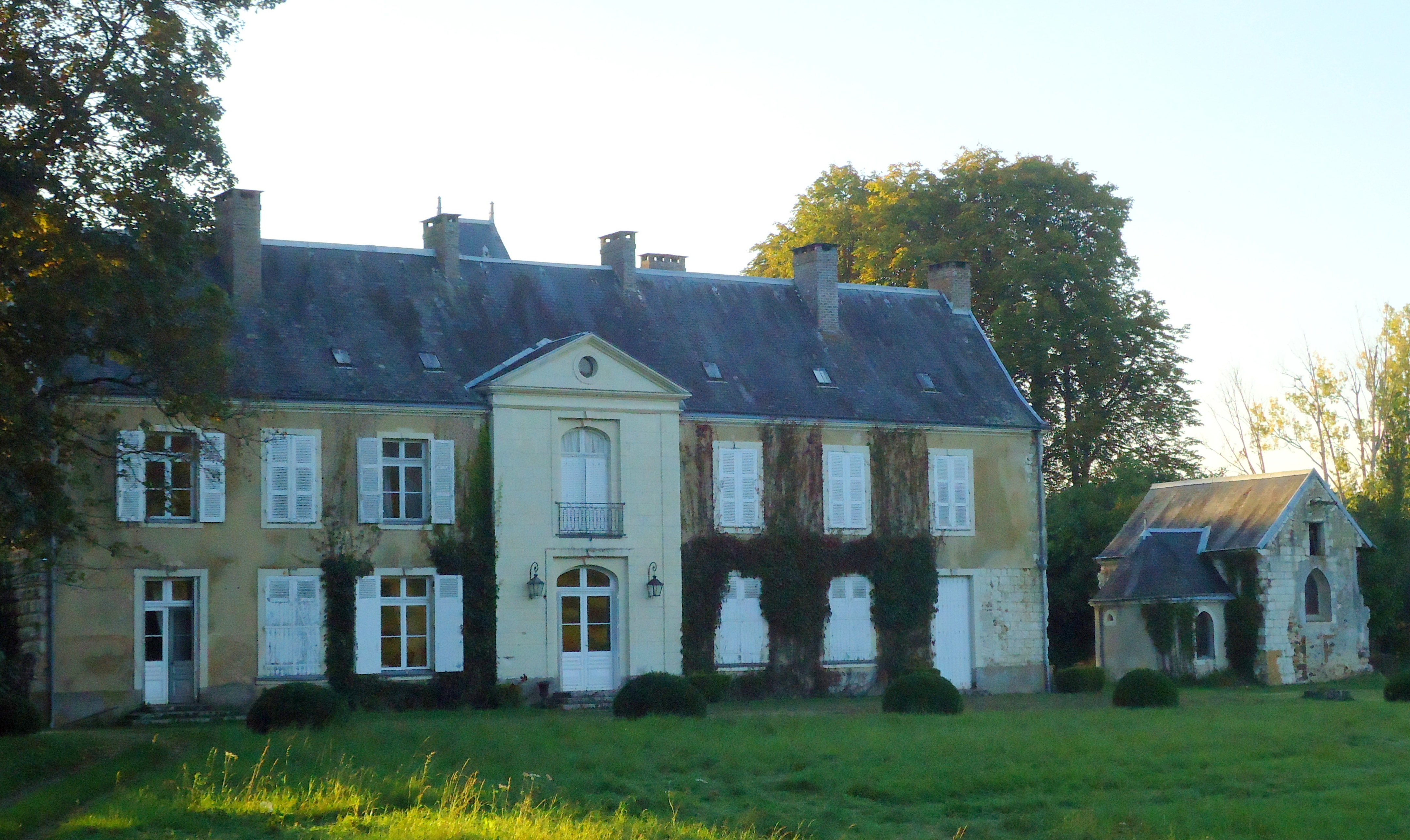
Le château de Grammont et la chapelle du prieuré (ancien).
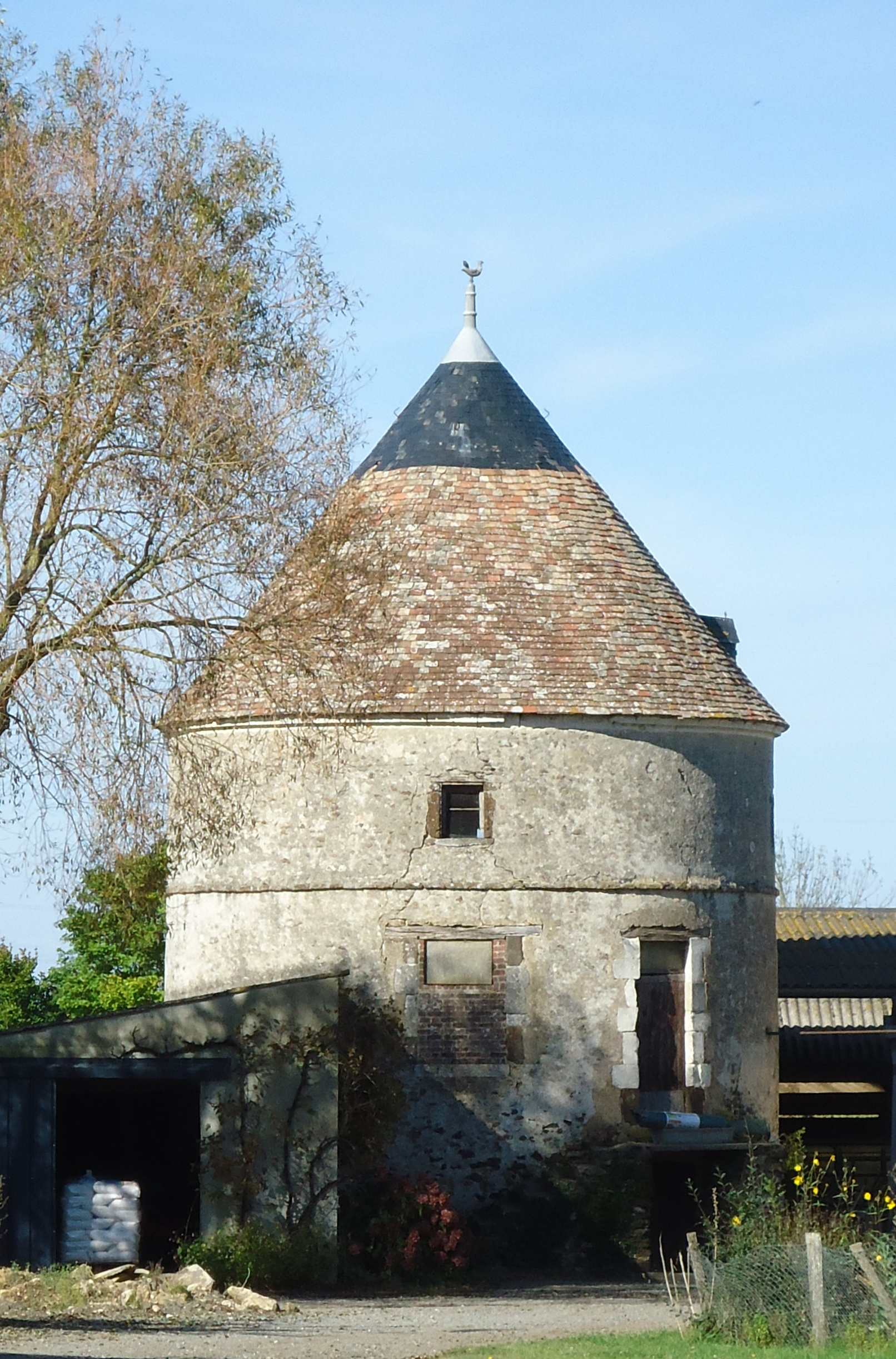
Le pigeonnier du château (ancien) de la Fontaine.

### Patrimoine religieux
- Église paroissiale Saint-Médard, bâtie aux XIe et XIIe siècles, et agrandie aux XVIIe et XVIIIe siècles. Elle abrite plusieurs œuvres classées Monuments historiques au titre d'objets[30].
- Chapelle du château de Segrais, avec retable de Mathurin Ribailler.
- Chapelle de Grammont, vestige du prieuré (ancien) Saint-Étienne-de-Bercey, ou des Bons-Hommes de Grandmont, appartenant à l'Ordre de Grandmont.
- Chapelle à la Ratelière, aujourd'hui détruite, elle faisait partie d'une maison de maître propriété des dames Ursulines du Mans et vendue comme bien national à la Révolution.
- Chapelle d'Outillé, reconstruite à la fin du XVe siècle, aujourd'hui détruite (elle fut démolie vers 1900).

## Activité et manifestations

### Jumelages
- Stuhr (Allemagne).

## Personnalités liées
- Jean-François Foucher (1798-1866), maître de pension et instituteur à Saint-Mars-d'Outillé, il est mort à Saint-Mars-d'Outillé.
- Magloire Tournesac (1805-1875), abbé, professeur d'archéologie au séminaire du Mans, a collaboré à la construction de l'église Saint-Joseph-de-Sainte-Croix au Mans, il est né à Saint-Mars-d'Outillé d'un père cordonnier.
- Clément Maudet (1829-1863), sous-lieutenant du capitaine Danjou mort à la bataille de Camerone au Mexique en 1863, il est né à Saint-Mars-d'Outillé d'un père sacristain.
- Léon Gerbe (1902-1985), écrivain et auteur de Saint Mars en Pays d'Outillé en 1971, L'Hommedaire en 1972, Histoire du canton d'Ecommoy en 1977, et Le Pâtou en 1978, Il a vécu à la fin de sa vie à Saint-Mars-d'Outillé.
- Gaston Chevereau (1909-2003), instituteur et auteur de Une enfance à la campagne en 1985, de De l'étable au tableau en 1989 et a collaboré au tome 2 de Parler sarthois en 1987, il est né à Saint-Mars-d'Outillé.
- André Fefeu (1938-2023), ancien footballeur professionnel né à Saint-Mars-d'Outillé.
- Sylvain Boulay (1955-), pilote de sport automobile français né à Saint-Mars-d'Outillé.
- Aurélie Claudel (1980-), mannequin née le 7 août 1980 à Saint-Mars-d'Outillé.

## Sources
- Léon Gerbe, Saint-Mars en Pays d'Outillé, Le Mans : Association sarthoise pour la protection des sites et du patrimoine régional d'art et d'archéologie, 1971
- Léon Gerbe, Histoire du Canton d'Ecommoy, Le Mans, 1971
- Le Patrimoine des communes de la Sarthe, éditions Flohic
- Julien Rémy Pesche, Dictionnaire topographique historique et statistique de la Sarthe
- Registres paroissiaux et d'état-civil de Saint-Mars-d'Outillé
- Archives de Saint-Mars-d'Outillé